# Entosthodon borneensis
Entosthodon borneensis är en bladmossart som beskrevs av Iwatsuki 1969. Entosthodon borneensis ingår i släktet koppmossor, och familjen Funariaceae. Inga underarter finns listade i Catalogue of Life.